# 어제수리정온

《어제수리정온》 사본

《어제수리정온》(중국어 간체자: 御制数理精蕴, 정체자: 御製數理精蘊, 병음: yùzhìshùlǐjīngyùn 위즈수리징윈[*]) 줄여서 《수리정온》(중국어 간체자: 数理精蕴, 정체자: 數理精蘊, 병음: shùlǐjīngyùn 수리징윈[*])은 청나라 강희제의 명에 따라 매곡성(梅瑴成) 등이 편찬한 수학서이다.